# Association sportive féminine de Kairouan
L'Association sportive féminine de Kairouan est un club tunisien de football féminin basé à Kairouan.
En 2010-2011, elle participe au championnat de Ligue II.